# Lee Talbott
Leander James „Lee” Talbott, Jr. (Kansas City, Missouri, 1887. július 12. –  Kansas City, Missouri, 1954. szeptember 16.) amerikai olimpikon, dobóatléta, birkózó, kötélhúzó.
Az 1908. évi nyári olimpiai játékokon indult kötélhúzásban. Rajtuk kívül még három brit rendőrségi és egy svéd válogatott indult. A negyeddöntőben a brit liverpooli rendőrcsapattól kaptak ki és így véget ért számukra a küzdelem.
1908-ban indult még atlétikában: kalapácsvetésben 5., diszkoszvetésben 6., súlylökésben pedig a 8. lett.
Egyike azoknak a ritka sportolóknak, aki három teljesen különböző sportágban indultak egy olimpián, mert 1908-ban még birkózásban is elindult. Nehézsúlyú szabadfogásban a 9. lett.
Hazájában számtalan címet és dobogós helyezést ért el súlylökésben, diszkosz- és kalapácsvetésben.